# Олександрівська волость (Бахмутський повіт)
Олександрівська волость — історична адміністративно-територіальна одиниця Бахмутського повіту Катеринославської губернії із центром у селі Олександрівка.
Станом на 1886 рік складалася з 8 поселень, 4 сільських громад. Населення — 6624 особи (5013 чоловічої статі та 1611 — жіночої), 389 дворових господарств.
|                     | Площа, десятин | У тому числі орної, дес. |
| ------------------- | -------------- | ------------------------ |
| Сільських громад    | 944            | 83                       |
| Приватної власності | 21813          | 2380                     |
| Іншої власності     | 531            | 40                       |
| Загалом             | 23288          | 2503                     |

Поселення волості:
- Щегловка (Олександрівка) — колишнє власницьке село при річці Кальміус за 63 верст від повітового міста, 941 особа, 152 дворових господарства, православна церква, школа, 3 лавки, 4 ярмарки на рік. За 3 версти — постоялий будинок. За 4 версти — лавка, постоялий будинок. За 7½ верст — 26 лавок, готель, заводська лікарня, рейковий, цегельний, поташний, 2 чавуноплавильних заводи, 3 кам'яновугільні копальні. За 9 верст — кам'яновугільна копальна. За 12 верст — цегельний завод. За 15 верст — лікарня, лавка. За 6 верст — залізнична станція. За 13 верст — залізнична станція Руднична.
- Олексіївка (Семенівка) — колишнє власницьке село при річці Кальміус, 394 особи, 76 дворових господарства, лавка.
- Катеринівка (Масляннікова) — колишнє власницьке село при річці Кальміус, 48 осіб, 9 дворових господарства, шинок, готель.
- Григорівка (Рутченкова) — колишнє власницьке село при річці Кальміус, 226 осіб, 42 дворових господарства, православна церква.

Наприкінці 1890-тих волость ліквідовано, територія увійшла до складу Григорівської волості.